# Mia Negovetić
Mia Negovetić (Rijeka, 5 oktober 2002) is een Kroatisch singer-songwriter en stemactrice. Ze won het eerste seizoen van de show Zvjezdice van RTL Televizija en nam deel aan Dora 2020, Dora 2021 en Dora 2022, de Kroatische preselectie voor het Eurovisiesongfestival.

## Biografie
Negovetić deed auditie voor het eerste seizoen van de show Zvjezdice van RTL Televizija in 2015. Hier zong ze het nummer Listen van Beyoncé. Ze wist de finale te behalen die ze   op 31 oktober 2015 wist te winnen door het hoogste aantal stemmen van de mensen thuis te krijgen. Twee maanden eerder zong ze al het Kroatische volkslied Lijepa naša domovino tijdens het twintigste jubileum van Operatie Storm.
In het begin van 2016 verscheen Negovetić in de televisieserie Little Big Shots van NBC, waar ze opnieuw het nummer Listen van Beyoncé zong. Vanaf 2016 bracht Negovetić meerdere solosingles, waaronder "Trouble" and "Vrijeme je" (It's Time) en hield ze meerdere concerten in de  Vatroslav Lisinski Concert Hall in Zagreb.
Op 23 december 2019 werd Negovetić als een van de zestien artiesten aangekondigd van Dora 2020, de Kroatische preselectie voor het Eurovisiesongfestival 2020. Ze trad hier aan met het nummer When it comes to you. Ze kreeg een puntentotaal van 31, waarmee ze op de tweede plaats eindigde. Ze was daarmee gelijk met de nummer één Damir Kedžo, maar de regels voor een gelijkspel bepaalden dat Kedžo naar het Eurovisiesongfestival 2020 mocht. Evenwel werd het liedjesfestijn afgelast vanwege de coronapandemie.
In januari 2020 tekende Negovetić een recordcontract bij het label Croatia Records. Een jaar later werd Negovetić als een van de veertien deelnemers aangekondigd van Dora 2021. Ze nam deel met het nummer "She's Like a Dream", geschreven door haarzelf samen met Linnea Deb, Denniz Jamm, Denise Kertes. Ze eindigde in deze deelname op de derde plaats mer 119 punten. Ze werd op 25 februari 2021 genomineerd voor beste nieuwe artiest op de Porin muziekprijzen. Ze greep uiteindelijk naast de prijs die naar Albina Grčić ging.
Het volgende jaar was ze opnieuw een van de veertien deelnemers aan Dora 2022 met het nummer Forgive Me (Oprosti).
Als stemactrice sprak Negovetić de stem in van het titelpersonage in Vaiana en van Mirabel Madrigal in Encanto.
In 2024 deed ze mee aan de  Kroatische televisieserie Tvoje lice zvuči poznato.

## Discografie

### Singles
- 2018: Trouble
- 2018: Runnin' away
- 2018: Little love
- 2019: Vrijeme je
- 2020: Na pola puta do svemira
- 2020: 'When it comes to you
- 2020: Pusti
- 2021: Ljubav nema kraj (met Edi Abazi)
- 2021: She's like a dream
- 2021: Ja ti priznajem
- 2022: Forgive Me (Oprosti)
- 2022: Mijenjam se

- International Standard Name Identifier: 0000 0004 8377 2021
- MusicBrainz: a9902dd4-340e-40f8-adec-3d08495e0d24
- Virtual International Authority File: 68158628359022922341